# رسغ اليد
الرُّسْغ أو الرُّسُغ هو عظمة عنقودية توجد لدى الفقاريات رباعية الأطراف تربط ما بين الكعبرة والزند من جهة ومشط اليد من جهة أخرى والرسغ لا يعتبر جزء من اليد.
عظام الرُّسغ صغيرة ومكعبة وتصطف بشكل زوجي وعددها ثمانية وهي تسمح للرُّسغ بالتحرك والدوران بشكل عمودي وأفقي

## عظام الرُّسغ
تنتظم في صفين وعددها ثمانية وهي :
في الصف الأول وهو المعصم:
- العظم القاربي A
- العظم الهلالي B
- العظم المثلثي C
- العظم الحمصي D

في الصف الثاني:
- العظم المربعي E
- العظم شبه المنحرف F
- العظم الكبير G
- العظم الكلابي H

ويجمعها بيت الشعر الآتي:
قرب الهلالِ مثلثٌ من حمّصٍ...... شبهُ المربعِ أكبرُ الكلابي

## معرض صور

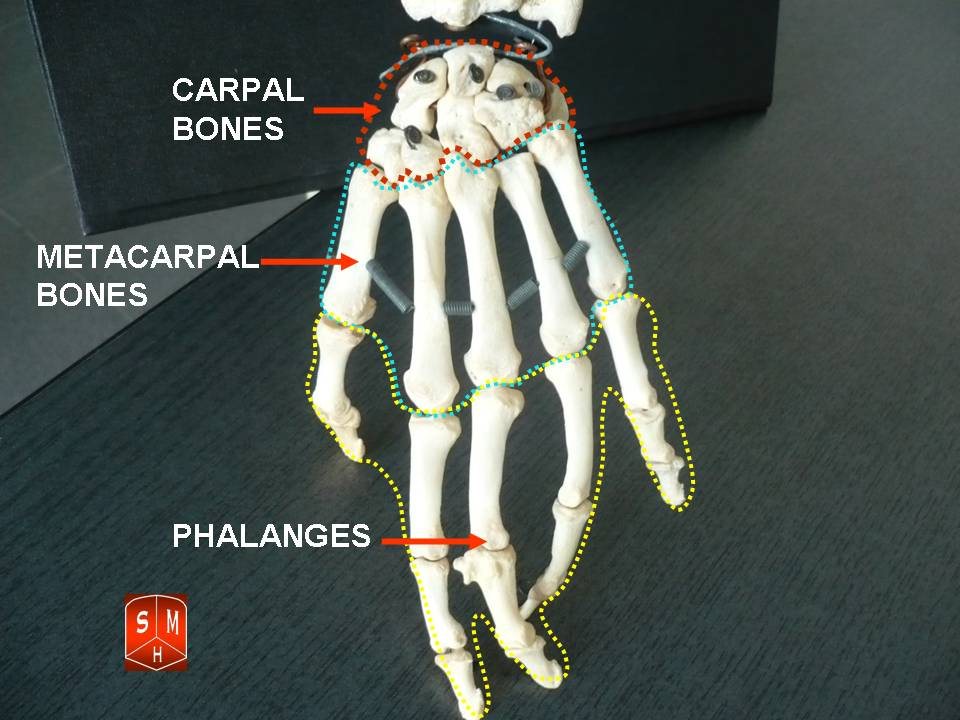
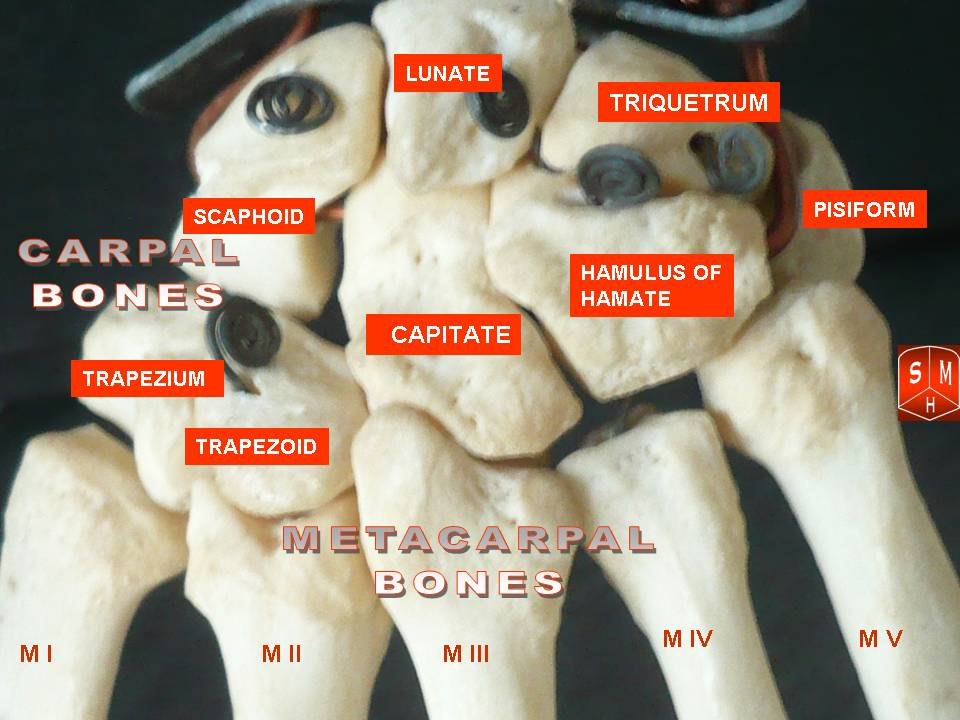